# Yūki Harutomo
Yūki Harutomo (结城晴朝, , 18 de setembro de 1533 - 25 de agosto de 1614) foi um vassalo do Clã Hōjō  e um pequeno daimyō da Província de Shimōsa . Harutomo era filho de Oyama Takatomo e foi adotado por seu tio Yūki Masakatsu . Harutomo rompeu com a autoridade dos Hōjō, quando Toyotomi Hideyoshi sitiou o Castelo de Odawara  . Anos mais tarde Harutomo adotou o segundo filho de Tokugawa Ieyasu , Hideyasu que se tornaria o novo líder do Clã .

| Precedido por Yūki Masakatsu | - Líder do Clã Yūki-Matsudaira 1559–1590 | Sucedido por Yūki Hideyasu |
| Precedido por Yūki Masakatsu | Daimyō de Yūki 1559–1590                 | Sucedido por Yūki Hideyasu |